# Сербський салат
Сербський салат (серб. Српска салата) — овочевий салат, який зазвичай подається влітку до смаженого м'яса та інших страв. Його готують із нарізаних кубиками свіжих помідорів, огірків та цибулі, зазвичай приправлених соняшниковою або оливковою олією, сіллю та різними гострими перцями (пепероні), які називаються тут феферон. Він схожий на традиційні салати інших балканських країн і Східного Середземномор'я, такі як шопський салат, грецький салат, арабський салат, ізраїльський салат і турецький салат чобан.